# Somatostatin
Somatostatin ist ein Peptidhormon in Wirbeltieren, das u. a. von der Bauchspeicheldrüse (Pankreas) während der Verdauung ausgeschüttet wird und als Inhibiting-Hormon des Hypothalamus die Bildung des Wachstumshormons Somatropin in der Hypophyse hemmt. Daher kommt auch das Synonym somatotropin (release)-inhibiting hormone (SIH bzw. SRIH) oder auch growth hormone (release)-inhibiting hormone (GHIH bzw. GHRIH). Außerdem nimmt es an der Signaltransduktion bei der Einleitung der Apoptose teil. Synthetische Analoga des Somatostatins sind Lanreotid, Pasireotid und Octreotid, welche als Arzneistoffe zugelassen sind. Ein früher als Bulbogastron bezeichnetes Peptid ist wahrscheinlich identisch mit Somatostatin.
Somatostatin wird nicht nur von den δ-Zellen der Bauchspeicheldrüse gebildet, sondern auch von einzelnen Zellen des Hypothalamus und des Gastrointestinaltrakts. Es ist ein wichtiger Regulator des Hormon- und Nervensystems und wirkt durch Bindung an G-Protein-gekoppelte Rezeptoren (GPCRs) auf der Oberfläche verschiedener Zelltypen.
Erstmals isoliert wurde Somatostatin 1972 von Roger Guillemin aus dem Hypothalamus von 490.000 Schafen.
Somatostatin hemmt die Sekretion von Pankreasenzymen, Gastrin und Pepsin und senkt die Durchblutung im Splanchnikusgebiet (Versorgungsgebiet der Eingeweidenerven Nervus splanchnicus major und Nervus splanchnicus minor). Daher ist es indiziert zur Behandlung von schweren akuten gastroduodenalen Ulkusblutungen, Blutungen bei erosiver oder hämorrhagischer Gastritis und bei Speiseröhrenkrampfadern, zur adjuvanten Therapie zur Hemmung der Sekretion von stark sezernierenden postoperativen Fisteln des Pankreas und des oberen Dünndarmes sowie zur Prophylaxe von postoperativen pankreatischen Komplikationen nach Pankreaschirurgie. So wird es auch zur Therapie von sekretorischer Diarrhoen angewendet. Somatostatin hat eine Halbwertszeit von 1–3 Minuten.

## Biosynthese und Isoformen
Es sind zwei aktive Formen (Somatostatin-14 und Somatostatin-28) bekannt, die beide durch eine Disulfidbrücke eine zyklische Struktur bilden und aus einem gemeinsamen Präkursor prozessiert werden. Das Somatostatin-codierende humane SST-Gen liegt beim Menschen auf Chromosom 3, Genlocus 3q28.

## Regulation

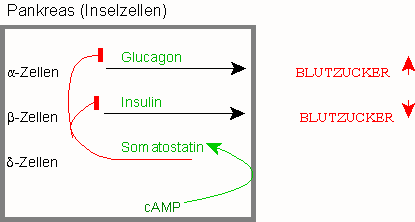
Hormone und hormonelle Regelkreise der Inselzellen des Pankreas.

Im Pankreas hat Somatostatin nach Art eines Gewebshormons eine parakrine Rolle, wobei es die Ausschüttung von Glucagon und Insulin aus den benachbarten α- und β-Zellen hemmt. Außerdem ist eine hemmende Wirkung auf das STH (Somatotropes Hormon), Gastrin und Cholecystokinin bekannt.
Die Ausschüttung von Somatostatin ist eine langsame Antwort auf die Bildung des second messenger cAMP. Im Verlauf von Stunden induziert cAMP die Genexpression dieses Hormons über folgende Schritte:
- Aktivierung der Proteinkinase A (PKA),
- dadurch Phosphorylierung des CREB (CRE binding protein) an einem Serinrest,
- Bindung von so modifiziertem CREB an eine CRE-Erkennungstelle (cAMP-response element) am Promoter des Somatostatin-Gens,
- Expression dieses Gens.